# بيير شوفالييه (سياسي)
بيير شوفالييه هو سياسي بلجيكي، ولد في 8 أكتوبر 1952 في بروج في بلجيكا. حزبياً، نشط في Open Flemish Liberals and Democrats ‏. وقد انتخب عضو مجلس الشيوخ البلجيكي وانتخب عضو مجلس النواب من بلجيكا.